# Schenkingseffect
Schenkingseffect is een term uit de gedragseconomie. Door het schenkingseffect waardeert iemand een product meer als men het bezit dan wanneer men het niet bezit.

## Achtergrond
De term werd in 1990 voor het eerst beschreven door Daniel Kahneman, Jack Knetsch en Richard Thaler. In hun onderzoek kreeg een deel van de proefpersonen een koffiemok en werd hen gevraagd voor welke prijs ze deze mok minimaal zouden verkopen. Het andere deel van de proefpersonen kreeg geen mok en hen werd gevraagd welke prijs ze maximaal wilden betalen voor een mok. De proefpersonen die een mok in bezit hadden, kenden dit product een hogere waarde toe dan de proefpersonen zonder mok. Het product werd dus ongeacht de werkelijke waarde door de proefpersonen die de mok in bezit hadden overgewaardeerd.
Het schenkingseffect wordt in verband gebracht met verliesaversie. Mensen ervaren het verlies van iets dat ze bezitten als pijnlijker dan de vreugde die ze ervaren bij het verwerven van hetzelfde object. Bij personen met sterkere affectieve reacties is het schenkingseffect groter. In een later onderzoek bleek dat het schenkingseffect vergroot naarmate de leeftijd van het proefpersoon toeneemt.
Het effect kan door bedrijven worden benut door het aanbieden van proefperiodes voor hun product of dienst. Hierdoor krijgen consumenten het product tijdelijk in bezit waardoor de waardeperceptie wordt verhoogd en de kans op aankoop vergroot.